# Sant Fruitós de Marians
Sant Fruitós de Marians és l'església antigament parroquial del poble nord-català de Marians, pertanyent a la comuna de Soanyes, a la comarca del Conflent.
Està situada a l'extrem nord-oest del poble, en un lloc lleugerament per dessota de les cases que formen el vilatge.

## Història
No es té cap constància documental d'aquesta església fins a l'any 1279-80, quan el capellà de Maresanis participa en un recapte de la dècima de la diòcesi d'Elna. Es coneix que el 1413 el rector de Marians s'anomenava Guillem Roma, i se sap que el 1424 és esmentada aquesta església. El 1714 consta que les esglésies de Soanyes, Marians i En eren sufragànies de Sant Jaume de Nyer.

## L'església

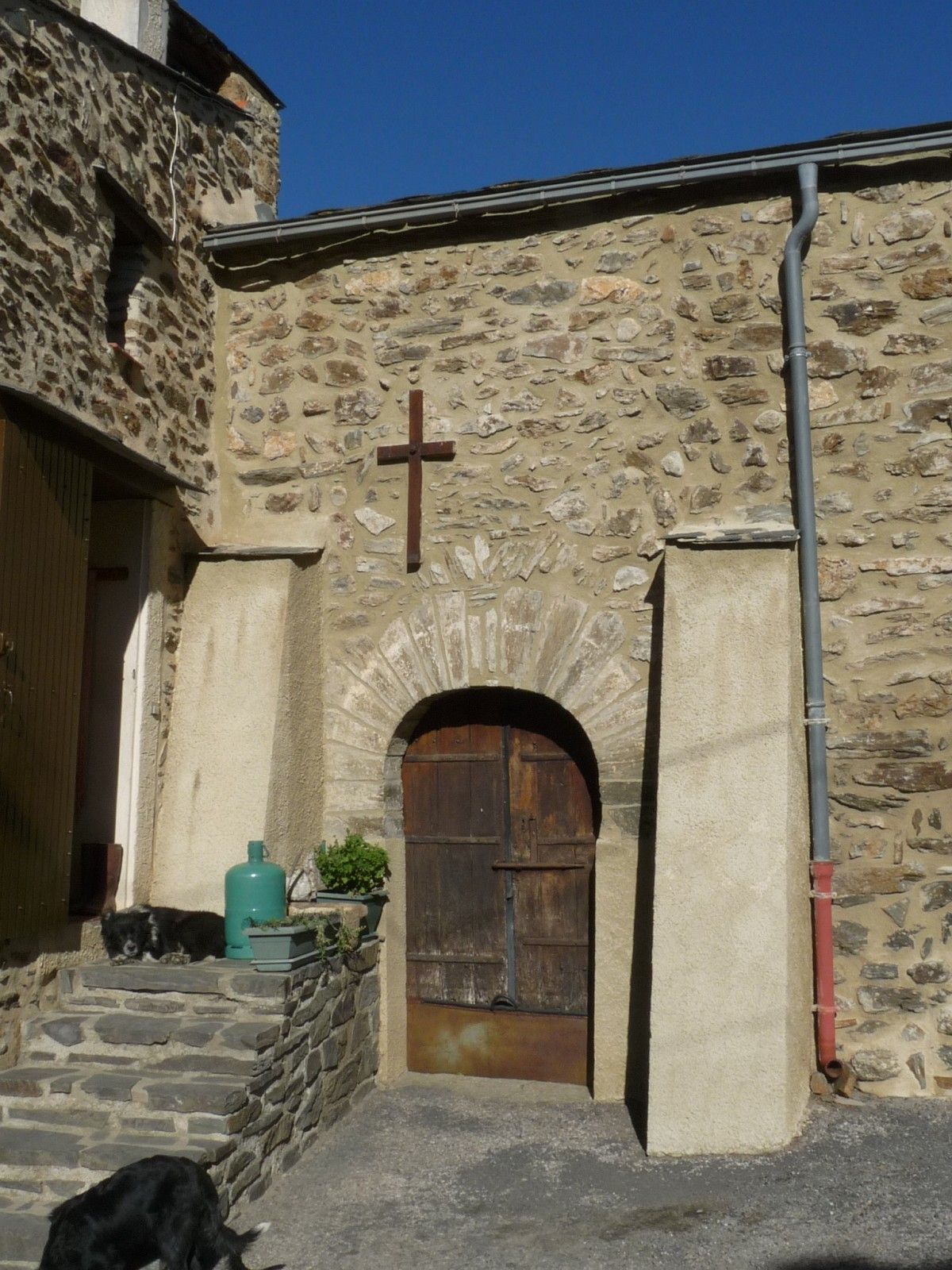
Porta meridional de l'església

És un temple de nau única, amb coberta de volta de canó seguit, acabada en un absis semicircular, cobert amb volta de quart d'esfera. Uneix l'absis amb la nau un arc presbiterial d'un sol plec de mig punt. L'edifici és rematat per un campanar d'espadanya amb obertures rectangulars. La porta, senzilla, d'un sol arc de mig punt, és a la façana meridional. Dues finestres de doble biaix s'obren en el temple: una a la façana de migdia i l'altra al centre de l'absis.